# ザ・レジェンド・チャリティプロアマトーナメント
ザ・レジェンド・チャリティプロアマトーナメントは、2009年から2018年まで開催されていたチャリティゴルフトーナメント。千葉県佐倉市の麻倉ゴルフ倶楽部を舞台に、青木功、王貞治、日野皓正の3氏が大会実行員を務め、「ゴルフを通じて社会貢献を」という主旨のもと、日本医師会、日本赤十字社などが後援し、プロ選手と芸能人を始めとした「著名人」、そして一般アマが同組でプレーをすると言う異色のトーナメントとして実施された。
レジェンドチャリティの収益金は、10年間で3億6千万円を越え、病気の子ども達への支援、小児医療の中核となるこども病院への支援、また東日本大震災にて被災したこども達や震災孤児達を支援する団体など、子ども達を支える目的に寄付された。さらに、熊本地震、九州北部豪雨で被災された地域への復興支援といった災害支援金にも活用された。
2018年開催の第10回大会をもって、大会の歴史に幕を閉じた。

## 歴史
2009年は、5月16日、17日の2日間開催され、手嶋多一が2日目に連続３バーディーを奪ってからスコアが爆発、最後１８番、７mのバーディーパットを沈めたところで優勝が決まった。初日64というコースレコードを出した石川遼は、最終18番でバーディパットを逃し、倉本昌弘と共に２位となった。
2010年は、5月8日、9日の2日間開催され、久保谷健一が鮮やかな逆転勝利を飾った。青木功（67）は「66」をマークし、エイジシュートを達成した。
2011年は、5月7日、8日の2日間開催され、5位タイからスタートした室田淳が1イーグル、7バーディの「63」をマークし、通算13アンダーで逆転勝利を収めた。
2012年は、5月5日、6日の2日間開催され、当時アマチュアだった松山英樹が自身の意向により、参考記録扱いながら、プロの部で優勝した池田勇太を2ストローク上回る記録を出した。
2013年は、5月11日、12日の2日間開催され、プロでは池田勇太が連覇、アマでは中井貴一が連覇した。
2014年は、5月17日、18日の2日間開催され、アマ部門は、一般と著名人の2部制、アマの部はアンダーハンディ競技で行われ、ハンディキャップは18で打ち切り、毎ホールは、ダブルパーで打ち止め。大会実行委員を青木功、王貞治、日野皓正が務めた。青木功はこの大会を前の週に行われた大会で左膝を痛めて欠場、尾崎将司が代役として出場した。トーナメントの模様は、テレビ朝日にて、5月18日午後4時から5時25分まで放送された。
2015年は、5月9日、10日の2日間開催され、プロ部門では、初日10アンダーでスタートを切った倉本昌弘が2日目に伸びずに通算12アンダーで2位タイとなった一方で、初回となる2009年以来2度目となる出場となった奥田靖己が2日連続の7アンダーを記録し、通算14アンダーで優勝。また、大会実行委員長を務めた青木が2日目に「72」を記録してエージシュートを達成した。また、著名人部門ではTUBEの前田亘輝がハンディキャップ込みのグロススコアで16アンダーを記録して優勝。自身のアーティストデビュー30周年に花を添える結果となった
。
2016年は、5月7日、8日の2日間開催され、プロ部門では6度目の出場となった片山晋呉が通算12アンダーで初優勝を飾った。著名人部門では昨年覇者の前田や舘ひろし、えなりかずきらの2日目の追い上げを振り切った宮根誠司が、著名人部門唯一のアンダーパーである11アンダーという圧勝で、こちらも6度目の出場で初優勝を決めた。
2017年は、5月6日、7日の2日間開催され、プロの部は通算9アンダーで今平周吾と横尾要が並び、プレーオフ1ホール目でバーディーを決めた横尾要が初優勝を決めた。著名人部門では、通算6アンダーで恵俊彰が優勝を飾った。また、青木功が1アンダーの「71」で通算4回目のエイジシュートを達成した。
2018年は、5月5日、6日の2日間開催され、首位タイからスタートした今平周吾が大会初優勝を飾った。

## 歴代優勝者

### プロ
| Year | 優勝者       | 出身国 | スコア   | 2位との差 | 2位（タイ）                  |
| ---- | ------------ | ------ | -------- | --------- | ---------------------------- |
| 2009 | 手嶋多一     | 日本   | -12(132) | 1         | 倉本昌弘，石川遼             |
| 2010 | 久保谷健一   | 日本   | -13(131) | 1         | 丸山茂樹                     |
| 2011 | 室田淳       | 日本   | -13(131) | 2         | 宮本勝昌, 鈴木亨, 平塚哲二   |
| 2012 | 池田勇太     | 日本   | -10(134) | 1         | 倉本昌弘, 平塚哲二, 近藤共弘 |
| 2013 | 池田勇太 (2) | 日本   | -12(132) | 1         | 尾崎直道, 渡辺司             |
| 2014 | 倉本昌弘     | 日本   | -10(134) | 1         | 近藤共弘                     |
| 2015 | 奥田靖己     | 日本   | -14(130) | 1         | 藤本佳則, 近藤共弘, 藤田寛之 |
| 2016 | 片山晋呉     | 日本   | -12(132) | 6         | 松村道央, 片岡大育, 宮里優作 |
| 2017 | 横尾要       | 日本   | -9(135)  | Playoff   | 今平周吾                     |
| 2018 | 今平周吾     | 日本   | -14(130) | 3         | 小平智                       |

### 著名人
| Year | 優勝者       | 出身国 | スコア   | 2位との差 | 2位（タイ）                |
| ---- | ------------ | ------ | -------- | --------- | -------------------------- |
| 2009 | 山本浩二     | 日本   | -5(139)  |           |                            |
| 2010 | 田淵幸一     | 日本   | -15(129) | 4         | 細川たかし                 |
| 2011 | 遠藤章造     | 日本   |          | 2         | 梶原雄太，東尾修，岸田敏志 |
| 2012 | 中井貴一     | 日本   |          | 3         | 栗田貫一                   |
| 2013 | 中井貴一 (2) | 日本   | -7(137)  | 1         | 日野皓正，諸星和己         |
| 2014 | 梶原雄太     | 日本   | -6(138)  | 3         | 岩本恭生                   |
| 2015 | 前田亘輝     | 日本   | -16(128) | 6         | 柴田恭兵                   |
| 2016 | 宮根誠司     | 日本   | -11(133) | 13        | 舘ひろし，えなりかずき     |
| 2017 | 恵俊彰       | 日本   | -6(138)  |           |                            |
| 2018 | 北島康介     | 日本   | -7(137)  | 5         | 河村隆一                   |

## 出場選手

### 2009年

#### プロゴルファー
青木功、石川遼、井戸木鴻樹、海老原清治、大町昭義、奥田靖己、尾崎健夫、加瀬秀樹、片山晋呉、金子柱憲、川岸良兼、倉本昌弘、鈴木亨、高橋勝成、高見和宏、手嶋多一、友利勝良、中嶋常幸、中村通、西川哲、羽川豊、東聡、深堀圭一郎、牧野裕、丸山智弘、水巻善典、室田淳、飯合肇、山本善隆、湯原信光、横田真一、渡辺司

#### 著名人
王貞治、日野皓正、石田純一、井上公平(AUN)、井上良平(AUN)、岩城滉一、岩本恭省、岸田敏志、北村晴男、栗田貫一、黒澤久雄、弦哲也、郷ひろみ、佐々木主浩、佐藤浩市、柴俊夫、舘ひろし、田淵幸一、野口五郎、東尾修、細川たかし、本宮ひろ志、山本浩二、渡辺裕之

### 2010年

#### プロゴルファー
青木功、石川遼、今野康晴、尾崎健夫、小田孔明、加瀬秀樹、片山晋呉、兼本貴司、久保谷健一、倉本昌弘、近藤共弘、鈴木亨、芹澤信雄、田中秀道、谷原秀人、手嶋多一、西川哲、平塚哲二、深堀圭一郎、星野英正、牧野裕、丸山茂樹、宮里聖志、宮里優作、宮本勝昌、武藤俊憲、室田淳、飯合肇、湯原信光、横尾要、横田真一、渡辺司

#### 著名人
王貞治、日野皓正、明石家さんま、石井和義、岩城滉一、岩本恭省、遠藤章造、岸田敏志、木梨憲武、郷ひろみ、佐々木主浩、佐藤浩市、椎名桔平、柴田恭兵、柴俊夫、笑福亭鶴瓶、関根勤、舘ひろし、田淵幸一、中村勘三郎、中村雅俊、野口五郎、ピーター、東尾修、細川たかし、前田亘輝、森末慎二、山本浩二

### 2011年

#### プロゴルファー
青木功、石川遼、尾崎健夫、加瀬秀樹、片山晋呉、久保谷健一、倉本昌弘、鈴木亨、芹澤信雄、薗田峻輔、髙見和宏、田中秀道、谷原秀人、手嶋多一、中嶋常幸、西川哲、平塚哲二、深堀圭一郎、細川和彦、牧野裕、丸山茂樹、宮里聖志、宮里優作、宮本勝昌、湯原信光、横尾要、横田真一、渡辺司

#### 著名人
王貞治、日野皓正、五木ひろし、岩城滉一、岩本恭省、遠藤章造、小倉智昭、梶原雄太、岸田敏志、木梨憲武、栗田貫一、郷ひろみ、佐々木主浩、佐藤浩市、椎名桔平、柴俊夫、柴田恭兵、関根勤、舘ひろし、中野浩一、中村雅俊、間寛平、東尾修、細川たかし、前田亘輝、松山千春、宮根誠司、山本浩二

### 2012年

#### プロゴルファー

##### レギュラー
池田勇太、石川遼、小田孔明、片山晋呉、久保谷健一、近藤共弘、高山忠洋、田中秀道、谷口徹、西川哲、平塚哲二、丸山茂樹、宮里聖志、宮里優作、宮本勝昌、武藤俊憲、横尾要、横田真一

##### シニア
青木功、海老原清治、尾崎直道、加瀬秀樹、倉本昌弘、芹澤信雄、中嶋常幸、牧野裕、室田淳、渡辺司

#### 著名人
日野皓正、五木ひろし、岩城滉一、岩本恭生、遠藤章造、小倉智昭、梶原雄太、河村隆一、木梨憲武、栗田貫一、郷ひろみ、佐々木主浩、椎名桔平、柴田恭兵、宅麻伸、舘ひろし、中井貴一、中野浩一、西岡德馬、東尾修、藤森慎吾、細川たかし、前田亘輝、宮根誠司、恵俊彰、本宮ひろ志、諸星和己、山本浩二

### 2013年

#### プロゴルファー
青木功、松山英樹、丸山茂樹、池田勇太、中嶋常幸、尾崎直道、加瀬秀樹、久保谷健一、倉本昌弘、近藤共弘、芹澤信雄、髙見和宏、田中秀道、谷口徹、谷原秀人、宮瀬博文、松村道央、西川哲、藤本佳則、牧野裕、宮里聖志、宮里優作、宮本勝昌、武藤俊憲、室田淳、横尾要、横田真一、渡辺司

#### 著名人
日野皓正、哀川翔、五木ひろし、岩城滉一、岩本恭生、遠藤章造、小倉智昭、梶原雄太、河村隆一、木梨憲武、郷ひろみ、佐々木主浩、佐藤浩市、椎名桔平、柴田恭兵、 舘ひろし、中井貴一、中野浩一、東尾修、ヒロミ、藤森慎吾、古田敦也、細川たかし、松山千春、宮根誠司、恵俊彰、諸星和己、山本浩二

### 2014年

#### プロゴルファー

##### レギュラー
池田勇太、小田孔明、片山晋呉、川村昌弘、小平智、小林正則、近藤共弘、薗田峻輔、谷口徹、谷原秀人、藤田寛之、藤本佳則、丸山茂樹、宮里聖志、宮里優作、宮本勝昌、武藤俊憲、横尾要

##### シニア
青木功、尾崎直道、加瀬秀樹、倉本昌弘、芹澤信雄、髙見和宏、中嶋常幸、牧野裕、室田淳、渡辺司

#### 著名人
日野皓正、哀川翔、岩城滉一、岩本恭生、遠藤章造、小倉智昭、梶原雄太、河村隆一、小泉孝太郎、郷ひろみ、佐々木主浩、椎名桔平、柴田恭兵、宅麻伸、舘ひろし、梨田昌孝、西崎幸広、野口五郎、東尾修、ヒロミ、細川たかし、蛍原徹、松山千春、宮根誠司、諸星和己、dj honda

### 2015年

#### プロゴルファー

##### レギュラー
岩田寛、小田孔明、小田龍一、金亨成、小平智、近藤共弘、I・J・ジャン、竹谷佳孝、谷原秀人、藤田寛之、藤本佳則、丸山茂樹、宮瀬博文、宮里聖志、宮里優作、宮本勝昌、武藤俊憲、横尾要

##### シニア
青木功、奥田靖己、尾崎直道、加瀬秀樹、倉本昌弘、芹澤信雄、髙見和宏、中嶋常幸、室田淳、渡辺司

#### 著名人
日野皓正、哀川翔、岩城滉一、岩本恭生、小倉智昭、上地雄輔、河村隆一、木梨憲武、小泉孝太郎、郷ひろみ、佐々木主浩、椎名桔平、柴田恭兵、陣内智則、舘ひろし、永井大、野口五郎、博多華丸、西崎幸広、ヒロミ、堤下敦、前田智徳、前田亘輝、中野浩一、宮根誠司、恵俊彰、薬丸裕英、山本浩二

### 2016年

#### プロゴルファー

##### レギュラー
池田勇太、小田孔明、片岡大育、片山晋呉、小平智、近藤共弘、I・J・ジャン、谷口徹、谷原秀人、藤田寛之、藤本佳則、松村道央、丸山茂樹、宮里聖志、宮里優作、宮本勝昌、横尾要、横田真一

##### シニア
青木功、尾崎直道、加瀬秀樹、倉本昌弘、芹澤信雄、高見和宏、中嶋常幸、牧野裕、室田淳、渡辺司

#### 著名人
日野皓正、哀川翔、岩城滉一、岩本恭生、えなりかずき、小倉智昭、葛西紀明、上地雄輔、河村隆、木梨憲武、小泉孝太郎、郷ひろみ、佐々木主浩、椎名桔平、柴田恭兵、舘ひろし、堤下敦、博多華丸、ビートたけし、ヒロミ、古田敦也、前田智徳、前田亘輝、三浦翔平、宮根誠司、恵俊彰、薬丸裕英、RED RICE（湘南乃風）

### 2017年

#### プロゴルファー
青木功、今平周吾、尾崎直道、小田孔明、加瀬秀樹、片岡大育、久保谷健一、倉本昌弘、香妻陣一朗、小平智、近藤共弘、I・J・ジャン、芹澤信雄、薗田峻輔、髙見和宏、手嶋多一、中嶋常幸、藤田寛之、牧野裕、宮里聖志、宮里優作、宮本勝昌、武藤俊憲、室田淳、矢野東、横尾要、横田真一、渡辺司

#### 著名人
日野皓正、哀川翔、岩城滉一、岩本恭正、小倉智昭、葛西紀明、上地雄輔、河村隆一、北島康介、木梨憲武、小泉孝太郎、郷ひろみ、佐々木主浩、佐藤浩市、椎名桔平、柴田恭兵、舘ひろし、博多華丸、ヒロミ、細川たかし、前田智徳、前田亘輝、松本利夫、三浦翔平、宮根誠司、恵俊彰、諸星和己、薬丸裕英

### 2018年

#### プロゴルファー

##### レギュラー
池田勇太、石川遼、今平周吾、小田孔明、片岡大育、久保谷健一、小鯛竜也、小平智、I・J・ジャン、永野竜太郎、藤田寛之、星野陸也、丸山茂樹、宮里聖志、宮里優作、宮本勝昌、武藤俊憲、横尾要

##### シニア
青木功、尾崎直道、加瀬秀樹、倉本昌弘、芹澤信雄、髙見和宏、中嶋常幸、牧野裕、室田淳、渡辺司

#### 著名人
日野皓正、哀川翔、岩城滉一、岩本恭生、岡田圭右、小倉智昭、葛西紀明、上地雄輔、河村隆一、北島康介、小泉孝太郎、郷ひろみ、佐々木主浩、椎名桔平、柴田恭兵、高橋克典、舘ひろし、博多華丸、ヒロミ、細川たかし、前田亘輝、三浦翔平、宮根誠司、恵俊彰、諸星和己、薬丸裕英、吉村崇（平成ノブシコブシ）、RED RICE (湘南乃風）
(実行委員以下50音順)

## テレビ放送
開催初年度の2009年から2016年までは、大会2日間の模様をダイジェストしたものをテレビ朝日系列24局ネットにて放送された。放送時間は次の通りである。
なお、2015年以降は『報道ステーション SUNDAY』の放送時間が16:30スタートになった関係で、当大会の放送時間帯が繰り上がった。
- 2009年～2014年…16:00 - 17:25（テレビ朝日系列24局ネット）
- 2015年～2016年…15:00 - 16:30（テレビ朝日系列24局ネット）

また、2013年からはBS朝日でも2時間バージョンとして、地上波よりも1～2週間遅れで放送された。
2017年からは、地上波の放送が『GET SPORTS』の特集パートの1つとしての放送に縮小することになった。それに伴い、全国向けはBS朝日での放送に移行した。
- 2017年…17:00 - 18:49（BS朝日）
- 2018年…16:00 - 17:55（BS朝日）